# جيمس موريسون (لاعب كرة قدم)

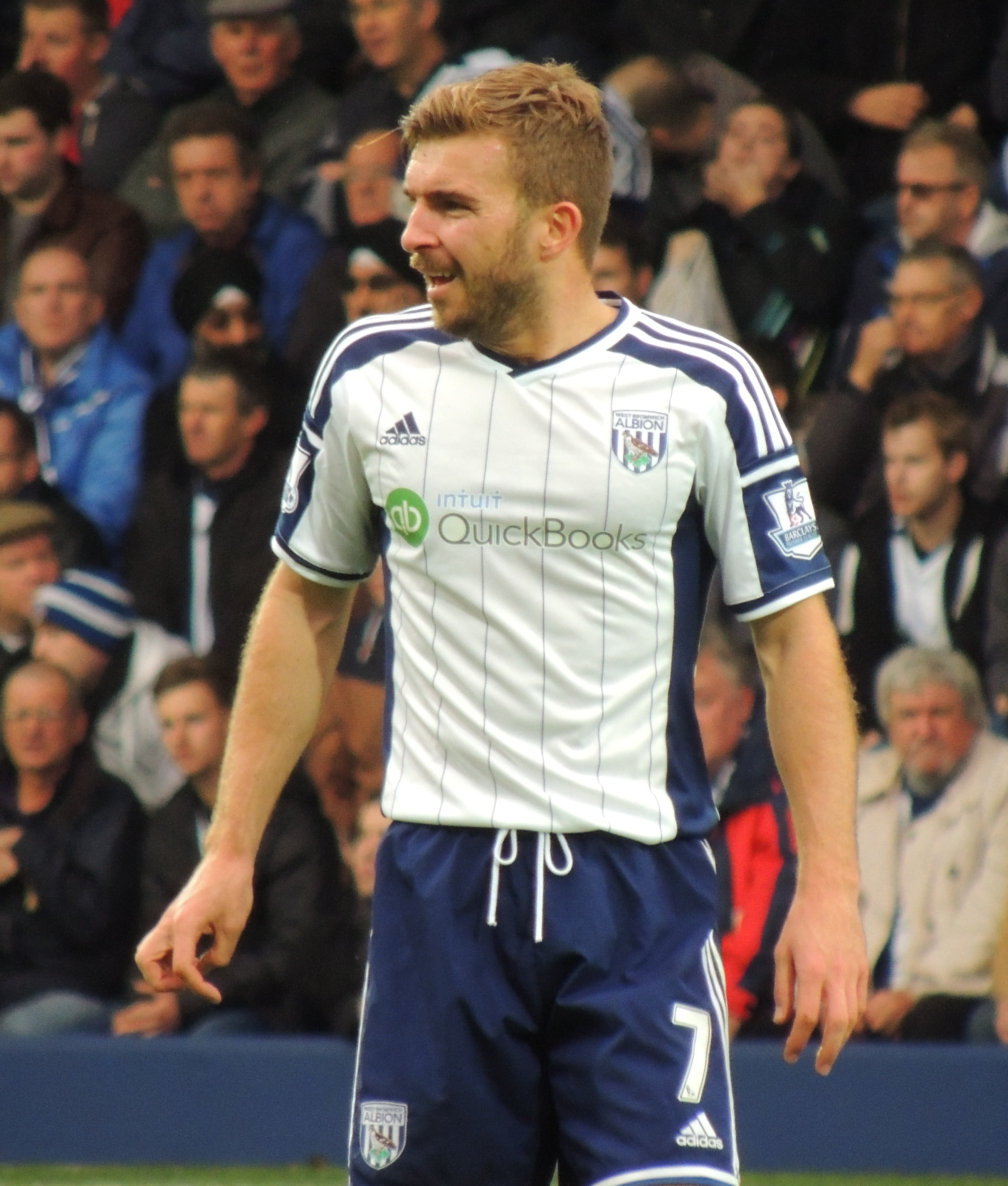

جايمس موريسون (بالإنجليزية: James Morrison)‏، من مواليد 25 مايو 1986 دارلينغتون في إنجلترا، لاعب كرة قدم إنجليزي.
بدأ مسيرته الكروية مع نادي ميدلزبره في عام 2003، وهو يلعب معهم حتى الآن.

## مسيرته الكروية
لعب جيمس موريسون خلال مسيرته الاحترافية مع ناديين في ستة عشر موسمًا وسجل خلالها 37 هدفًا ضمن 374 مباراة. ولم يفز بأي موسم بالكأس أو بالدوري.
خاض جيمس موريسون مسيرته مع نادي ميدلزبره في موسم 2003–04 ليلعب معه أربعة مواسم، مشاركًا في 66 مباراة سجل خلالها 3 أهداف. ثم انتقل إلى نادي وست بروميتش ألبيون في موسم 2007–08 ليلعب معه اثنا عشر موسمًا، حيث شارك في 308 مباراة سجل خلالها 34 هدفًا.

## روابط خارجية
- جيمس موريسون على موقع الاتحاد الأوربي (الإنجليزية)
- جيمس موريسون على موقع الاتحاد الإسكتلندي (الإنجليزية)
- جيمس موريسون على موقع قاعدة بيانات كرة القدم.إي يو (الإنجليزية)
- جيمس موريسون على موقع ناشيونال فوتبول تيمز (الإنجليزية)
- جيمس موريسون على موقع Soccerbase.com (لاعب) (الإنجليزية)
- جيمس موريسون على موقع Soccerway.com (الإنجليزية)
- جيمس موريسون على موقع عالم كرة القدم.نت (الإنجليزية)
- جيمس موريسون على موقع AS.com (الإسبانية)